# جيف غيلمور
جيف غيلمور هو سياسي أمريكي، ولد في 28 ديسمبر 1947 في سايلم في الولايات المتحدة. نشط حزبياً في الحزب الديمقراطي. وقد انتخب عضو مجلس نواب أوريغون ‏.